# Nils Fredriksson
Nils Fredriksson, född 13 april 1870 i Dalby församling, Malmöhus län, död 1 juni 1959 i Solna församling, var en svensk industriman och undervisningsråd.
Efter genomgången treårig teknisk elementarskola i Malmö blev Fredriksson anställd vid Åbjörn Andersons gjuteri i Svedala, där han avancerade till verkställande direktör och utvecklade företaget. Fredriksson ägnade sitt intresse särskilt åt maskiner för tegelindustrin. I samband därmed tog han initiativet till tegelmästarskolan i Svedala, den första i sitt slag i Sverige. Fredriksson verkade framgångsrikt i tal och skrift för att höja yrkesutbildningen och dess organisation. Han anlitades 1916–1917 som sakkunnig vid utredning om praktiska ungdomsskolor. Från 1918 var Fredriksson undervisningsråd och chef för den då nyinrättade avdelningen för yrkesskoleväsendet inom Skolöverstyrelsen. Han publicerade en mängd skrifter i ekonomiska, sociala, pedagogiska och tekniskt organisatoriska frågor. År 1919 invaldes Fredriksson som ledamot av Kungliga Ingenjörsvetenskapsakademien. Gymnasieskolan Nils Fredriksson Utbildning i Svedala är uppkallad efter honom. Han är begravd på Dalby nya kyrkogård utanför Lund.